# Gary Clark junior
Gary Clark junior (* 15. Februar 1984) ist ein US-amerikanischer Musiker und Schauspieler. Er lebt in Austin im US-Bundesstaat Texas.
Nach eigener Aussage durch Blues, Jazz, Soul, Country und Hip-Hop beeinflusst, ist der verzerrte Gitarrenklang ein prägendes Merkmal seiner Musik.

## Karriere

### Musikalische Karriere
Clark begann im Alter von 12 Jahren Gitarre zu spielen. In seiner Jugend gab er kleine Konzerte in seiner Heimatstadt Austin. Dort traf er Clifford Antone – den Eigentümer des Musik-Clubs Antone’s –, der ihn unter anderem mit Jimmie Vaughan bekannt machte. Er und andere Musiker aus der Musikszene Austins begleiteten Clark durch seine Karriere. Erste größere Aufmerksamkeit erlangte Clark, als er 2010 auf dem Crossroads Guitar Festival an der Seite von B. B. King, Eric Clapton, Buddy Guy, Steve Winwood, John Mayer, Sheryl Crow, Jeff Beck und ZZ Top spielte. Im Juni 2011 und 2012 trat Clark beim jährlichen Bonnaroo Music Festival in Manchester in Tennessee auf.
Gary Clark übernahm Gesangparts auf dem ursprünglich von den Jackson Five stammenden Bonusstück „I Want You Back“ auf Sheryl Crows Album 100 Miles from Memphis.
Im Februar 2012 trat er bei der Veranstaltung Red, White and Blues im Weißen Haus auf. Am 15. Dezember 2012 hatte Clark einen Gastauftritt beim Schlusskonzert der Rolling-Stones-Jubiläumstour in New Jersey und spielte, mit den Stones und John Mayer, den Song Goin' Down von Freddie King.
Der internationale Durchbruch gelang Clark 2013 mit seinem Album Blak and Blu. Bereits im Oktober 2012 war es sein bis dahin größter Erfolg in den USA gewesen und erreichte Platz 6 der US-Albumcharts und Platz 1 bei den Bluesalben. Im Jahr darauf wurde es weltweit veröffentlicht und kam in vielen weiteren Ländern in die Charts. Besonders erfolgreich war der Song Please Come Home, für den er mit einem Grammy im Bereich traditioneller Blues ausgezeichnet wurde. Mit Ain't Messin' 'Round gehörte er zudem in der Kategorie bester Rocksong zu den Nominierten.
Am 11. Februar 2015 trat er gemeinsam mit Beyoncé Knowles und Ed Sheeran auf dem Stevie Wonder Tribute auf.
Anlässlich der Grammy Awards 2020 fand am 28. Januar 2020 im Los Angeles Convention Center in Los Angeles ein Tribut-Konzert für Prince unter dem Motto „Let’s Go Crazy: The Grammy Salute to Prince“ statt, bei dem Clark die Prince-Songs Let’s Go Crazy und The Cross sang. Das Konzert wurde am 21. April 2020, dem vierten Todestag von Prince, im US-Fernsehen ausgestrahlt.

### Filmkarriere
2007 spielte Clark im Film Honeydripper die Rolle des Sonny.

### Presse und Medien
Jambase beschreibt ihn als die Zukunft des Texas Blues. Der US-amerikanische Rolling Stone erklärte Clark in seiner Best-of-Rock-Ausgabe im April 2011 zur Best Young Gun.

## Auszeichnungen
Clark bekam zahlreiche Preise und Auszeichnungen, 2013 erhielt er einen Grammy Award und den  Austin Music Award, als bester Blues- und E-Gitarrist. Ebenso wurde  der 3. Mai 2001 vom Bürgermeister der Stadt Austin als Gary Clark Jr. Day ausgerufen. 2015 wurde sein Album Live Blues-Album des Jahres und er selbst in einem Unentschieden mit Buddy Guy Blues-Künstler des Jahres in den Down Beat Kritiker-Polls. Das Album This Land mit dem gleichnamigen Titelsong brachten ihm 2020 drei weitere Grammy Awards.

## Diskografie

### Alben
- 110 – Hotwire Unlimited
- Worry No More – Hotwire Unlimited
- Gary Clark Jr. EP – Hotwire Unlimited
- The Bright Lights EP – Warner Bros.
- 2012: Blak and Blu – Warner Bros.
- 2014: Gary Clark Jr. Live – Warner Bros.
- 2015: The Story of Sonny Boy Slim – Warner Bros.
- 2017: Live/North America 2016 – Warner Bros.
- 2019: This Land – Warner Bros.
- 2024: JPEG RAW

### Gastbeiträge
- 2020: Wild (John Legend feat. Gary Clark Jr., US: Gold)[8]

## Filmografie
- 2022: Elvis